# Борой
Борой (фар. Borðoy) — один з островів Фарерського архіпелагу.
Постійне населення проживає у восьми поселеннях і в 2007 році становило 5002 осіб. Найбільше поселення: Клаксвік.